# Alipio di Bisanzio
Alipio od Olimpio (in latino Alypius od Olympius, in greco Ἀλύπιος o Ὀλύμπιος; II secolo – 169) è stato un vescovo romano, vescovo di Bisanzio nella seconda metà del II secolo d.C..
La data in cui divenne vescovo di Bisanzio non è certa, ma molto probabilmente cade tra il 166 e il 167. Inoltre, la durata del suo mandato non è nota, ma si ritiene che sia di tre anni (166-169).
Succedette al vescovo Lorenzo e il suo successore fu Pertinace.